# うたたね (茶太の曲)
「うたたね」は、日本の女性歌手、茶太の楽曲。本作は彼女の2枚目のシングルに収録され、2007年8月22日にLantisから発売された。前作「Bravery 〜辿り着きたい君へ〜」からは2ヶ月ぶりのリリースとなった。
楽曲「うたたね」はテレビアニメ『ぽてまよ』のエンディングテーマとして起用され、茶太にとって初めてのテレビアニメのタイアップ作品となった。本作はオリコンチャートおよびCOUNT DOWN TVにおいて100位を獲得している。ライターの前田久は、ヴォーカルについて「透明感のあるやさしい歌声」と評し、楽曲のジャンルをフォークトロニカと定めた。さらに彼女の歌声と楽曲の「包み込むように鳴り響く」メロディが合わさって「極上のヒーリング効果」をもたらすとした。

## シングル収録曲
（全作詞：茶太、作曲：明音）
1. うたたね [5:17]
  - テレビアニメ『ぽてまよ』エンディングテーマ

編曲：LittleLittle[1]
2. まどろみ [4:48]
編曲：TECHNOBOYS PULCRAFT GREEN-FUND
3. うたたね（off vocal）
4. まどろみ（off vocal）